# Shengli (sockenhuvudort i Kina, Heilongjiang Sheng, lat 46,46, long 123,61)
Shengli (kinesiska: 胜利, 胜利蒙古族乡) är en sockenhuvudort i Kina. Den ligger i provinsen Heilongjiang, i den nordöstra delen av landet, omkring 250 kilometer väster om provinshuvudstaden Harbin. Antalet invånare är 16 670. Befolkningen består av 8 173 kvinnor och 8 497 män. Barn under 15 år utgör 13,0 %, vuxna 15-64 år 78 %, och äldre över 65 år 7,0 %.
Runt Shengli är det ganska tätbefolkat, med 80 invånare per kvadratkilometer. Närmaste större samhälle är Tailai, 16,7 km väster om Shengli. Trakten runt Shengli består i huvudsak av gräsmarker.
Genomsnittlig årsnederbörd är 637 millimeter. Den regnigaste månaden är juli, med i genomsnitt 178 mm nederbörd, och den torraste är januari, med 3 mm nederbörd.